# Primera División 1952 (Uruguay)
Het seizoen 1952 van de Primera División was het 48e seizoen van de hoogste Uruguayaanse voetbalcompetitie. Het seizoen liep van augustus 1952 tot 25 februari 1953.

## Teams
Er namen tien ploegen deel aan de Primera División tijdens het seizoen 1952. Negen ploegen wisten zich vorig seizoen te handhaven en één ploeg promoveerde vanuit de Primera B: IA Sud América kwam in de plaats van het gedegradeerde Montevideo Wanderers FC.
| Club                      | Stad       | Stadion                              | Vorig seizoen |
| ------------------------- | ---------- | ------------------------------------ | ------------- |
| Central FC                | Montevideo | Estadio Parque Palermo               | 4e            |
| CA Cerro                  | Montevideo | Parque Demetrio Arana                | 5e            |
| Danubio FC                | Montevideo | Parque Forno                         | 6e            |
| CA Defensor               | Montevideo | Parque Rodó                          | 8e            |
| Liverpool FC              | Montevideo | Estadio Belvedere                    | 9e            |
| Club Nacional de Football | Montevideo | Estadio Centenario                   | 2e            |
| CA Peñarol                | Montevideo | Estadio Centenario                   | 1e            |
| Rampla Juniors FC         | Montevideo | Parque Nelson                        | 3e            |
| CA River Plate            | Montevideo | Estadio Parque Federico Omar Saroldi | 7e            |
| IA Sud América            | Montevideo | Estadio Parque Carlos Ángel Fossa    | 1e (1ª B)     |

## Competitie-opzet
Alle clubs speelden tweemaal tegen elkaar. De ploeg met de meeste punten werd kampioen. De ploeg die laatste werd degradeerde naar de Primera B.

### Kwalificatie voor internationale toernooien
De winnaar van de competitie werd uitgenodigd voor het Torneio Octogonal Rivadávia Corrêa Meyer in Brazilië, de opvolger van de Copa Rio. Titelverdediger CA Peñarol had in juli meegedaan aan de Copa Rio als kampioen van Uruguay. In een groep met thuisploeg Fluminense FC, Portugees kampioen Sporting Clube de Portugal en Zwitsers kampioen Grasshopper Club Zürich eindigde Peñarol als tweede. Hierdoor plaatsen ze zich voor de halve finales, waarin ze SC Corinthians Paulista troffen. De halve finale werd over twee duels gespeeld, maar nadat de eerste wedstrijd (2–1 voor Corinthians) in chaos eindigde, trok Peñarol zich terug voor de terugwedstrijd.
Uiteindelijk zou de kampioen van dit jaar niet deelnemen aan het Torneio Octogonal Rivadávia Corrêa Meyer. Dit werd door de Uruguayaanse voetbalbond niet toegestaan, omdat deelname aan dit toernooi niet paste in het competitieschema van 1953. Wel organiseerden Peñarol en Club Nacional de Football na afloop van de competitie een eigen internationaal toernooi, de Copa Montevideo, waarvoor ook zes buitenlandse topploegen werden uitgenodigd.

### Torneo Competencia en Torneo de Honor
Voorafgaand aan het seizoen werd het Torneo Competencia gespeeld tussen de ploegen in de Primera División, aangevuld met twee ploegen uit de Primera B. Dit toernooi werd gewonnen door Club Nacional de Football. Ook werd er gestreden om het Torneo de Honor. Deze prijs werd uitgereikt aan de ploeg die het beste presteerde in het Torneo Competencia en in de eerste seizoenshelft van de Primera División.
In totaal speelden de ploegen in de hoogste klasse dit seizoen driemaal tegen elkaar. De eerste ontmoeting telde mee voor het Torneo Competencia en het Torneo de Honor, de tweede ontmoeting voor de Primera División en het Torneo de Honor en de laatste ontmoeting enkel voor de Primera División.

### Eerste seizoenshelft
CA Peñarol en CA Cerro begonnen de competitie als enige met de maximale score uit de eerste twee duels. In de derde speelronde versloeg de titelverdediger Cerro om zo alleen aan de leiding te gaan. Ook Danubio FC was goed van start gegaan: uit de eerste drie duels haalden ze vijf punten en vervolgens hielden ze Peñarol op een gelijkspel, het eerste puntverlies voor de koploper. Na nederlagen tegen Liverpool FC en Club Nacional de Football zakten ze echter weer weg uit de top van het klassement. Op een derde van de competitie ging Peñarol aan de leiding met elf punten. Nacional stond tweede met twee punten minder. De derde plek was voor Rampla Juniors FC, maar na verlies tegen Danubio raakten ze die kwijt aan CA River Plate.
Peñarol won op 19 oktober ook het onderlinge duel met Nacional. De eerste seizoenshelft beëindigde de regerend kampioen met winst op Rampla Juniors. Zo stonden ze halverwege de competitie vier punten voor op Nacional. Dit was ook voldoende om voor de vierde keer op rij het Torneo de Honor te winnen. River Plate stond halfweg op de derde plaats, met zes punten achterstand op Peñarol. Onderaan het klassement deelden Central FC, CA Defensor, IA Sud América en Liverpool de rode lantaarn met elk zes punten.

### Tweede seizoenshelft
Peñarol en Nacional wonnen allebei hun eerste vier wedstrijden in de terugronde. Mede hierdoor was het met toen al zeker dat een van deze twee ploegen landskampioen zou worden. River Plate wist in die vier speelrondes slechts één punt te behalen en zakte naar de zesde plaats in de tussenstand. In de strijd tegen degradatie behaalde Sud América geen enkel punt, totdat ze in de vijftiende speelronde gelijkspeelden tegen Liverpool. Ze waren hierdoor nog de enige ploeg op de laatste plaats; Central, Defensor en Liverpool hadden allemaal drie punten meer.
Na nog twee overwinningen voor Peñarol en Nacional was de koploper de eerste die een steekje liet vallen in de kampioensstrijd. Tegen Liverpool werd er met 3–1 verloren. Een speelronde later, op 28 december, stonden de twee rivalen tegenover elkaar. Bij winst zou Peñarol zeker zijn van de landstitel, maar Nacional won met het kleinste verschil en kwam daardoor op gelijke hoogte. De degradatiestrijd werd in de een-na-laatste speelronde wel beslist: Central versloeg Danubio, terwijl Sud América verloor van River Plate. Hierdoor kon Sud América de laatste plaats niet meer ontlopen en keerden ze na een seizoen alweer terug naar het tweede niveau.
Op de laatste speeldag speelde Peñarol tegen Rampla Juniors, dat al zeker was van de derde plaats. Dit wonnen de Aurinegros met 2–0. Nacional nam het op tegen River Plate en won met 5–1. Hierdoor behaalden de Tricolores de maximale score uit de tweede seizoenshelft. Het was voor het eerst sinds 1941 (toen Nacional alle wedstrijden won) dat een ploeg in een seizoenshelft alles won. Omdat beide titelpretendenten een overwinning behaalden, eindigden ze op een gedeelde eerste plaats. Een beslissingswedstrijd zou gespeeld moeten worden om te bepalen wie er landskampioen zou worden.

### Eindstand
|     | Club                      | Sp. | W  | G | V  | Pnt. | DV | DT | DS  |
| --- | ------------------------- | --- | -- | - | -- | ---- | -- | -- | --- |
| 1.  | Club Nacional de Football | 18  | 15 | 1 | 2  | 31   | 59 | 20 | +39 |
| 2.  | CA Peñarol                | 18  | 15 | 1 | 2  | 31   | 46 | 14 | +32 |
| 3.  | Rampla Juniors FC         | 18  | 6  | 7 | 5  | 19   | 34 | 29 | +5  |
| 4.  | Danubio FC                | 18  | 7  | 4 | 7  | 18   | 33 | 28 | +5  |
| 5.  | CA River Plate            | 18  | 7  | 2 | 9  | 16   | 29 | 34 | –5  |
| 6.  | CA Cerro                  | 18  | 6  | 3 | 9  | 15   | 24 | 28 | –4  |
| 7.  | CA Defensor               | 18  | 5  | 5 | 8  | 15   | 29 | 40 | –11 |
| 8.  | Liverpool FC              | 18  | 4  | 5 | 9  | 13   | 19 | 42 | –23 |
| 9.  | Central FC                | 18  | 4  | 4 | 10 | 12   | 29 | 45 | –16 |
| 10. | IA Sud América            | 18  | 3  | 4 | 11 | 10   | 27 | 49 | –22 |

### Legenda
| Kleur | Kwalificatie voor              |
| ----- | ------------------------------ |
|       | Beslissingswedstrijd om titel  |
|       | Degradatie naar Primera B 1953 |

### Beslissingswedstrijd
Voor het eerst sinds 1944 moest er een beslissingswedstrijd om de landstitel gespeeld worden. Het was de vierde keer dat er een beslissingswedstrijd werd gespeeld in het professionele tijdperk (vanaf 1932) en net als de vorige drie keren ging het tussen Nacional en Peñarol. De wedstrijd werd op 25 februari 1953 gespeeld en halverwege de eerste helft kwam Nacional op een 2–0 voorsprong door twee doelpunten die binnen enkele minuten van elkaar vielen. Enkele minuten voor rust kon Peñarol wat terugdoen, maar in de 44e minuut scoorde Nacional de 3–1 en werden er twee spelers van Peñarol van het veld gestuurd. Nog voor rust scoorden de Tricolores ook de 4–1. In de tweede helft kwamen de negen overgebleven spelers van Peñarol wel nog terug tot 4–2 (eigen doelpunt Nacional) en werd er ook nog een speler van Nacional weggestuurd, maar doelpunten vielen daarna niet meer. Hierdoor was de 22e landstitel voor Nacional een feit.
|                  |                                       |       |                                  | |
| 25 februari 1953 | Club Nacional de Football             | 4 - 2 | CA Peñarol                       | Estadio Centenario, Montevideo Toeschouwers: 24.496 Scheidsrechter: Juan Carlos Armental (Uruguay) |
| 25 februari 1953 | Pérez 24' Enrico 28', 45' Ambrois 44' |       | 42' Míguez 46' (e.d.) Santamaría | Estadio Centenario, Montevideo Toeschouwers: 24.496 Scheidsrechter: Juan Carlos Armental (Uruguay) |

| Winnaar Primera División 1952       |
| ----------------------------------- |
| Club Nacional de Football 22e titel |

#### Topscorers
Jorge Enrico van landskampioen Club Nacional de Football werd topscorer van de competitie. De Argentijn maakte vijftien doelpunten
| №  | Speler       | Club                      | Goals |
| -- | ------------ | ------------------------- | ----- |
| 1. | Jorge Enrico | Club Nacional de Football | 15    |